# Fasciculus plantarum cum novis generibus et speciebus
Fasciculus plantarum cum novis generibus et speciebus (abreviado Fasc. Pl.) es un libro con ilustraciones y descripciones botánicas que fue escrito por el naturalista italiano; Domenico Agostino Vandelli y publicado en Lisboa en el año 1771.